# Arc volcànic del sud de l'Egeu

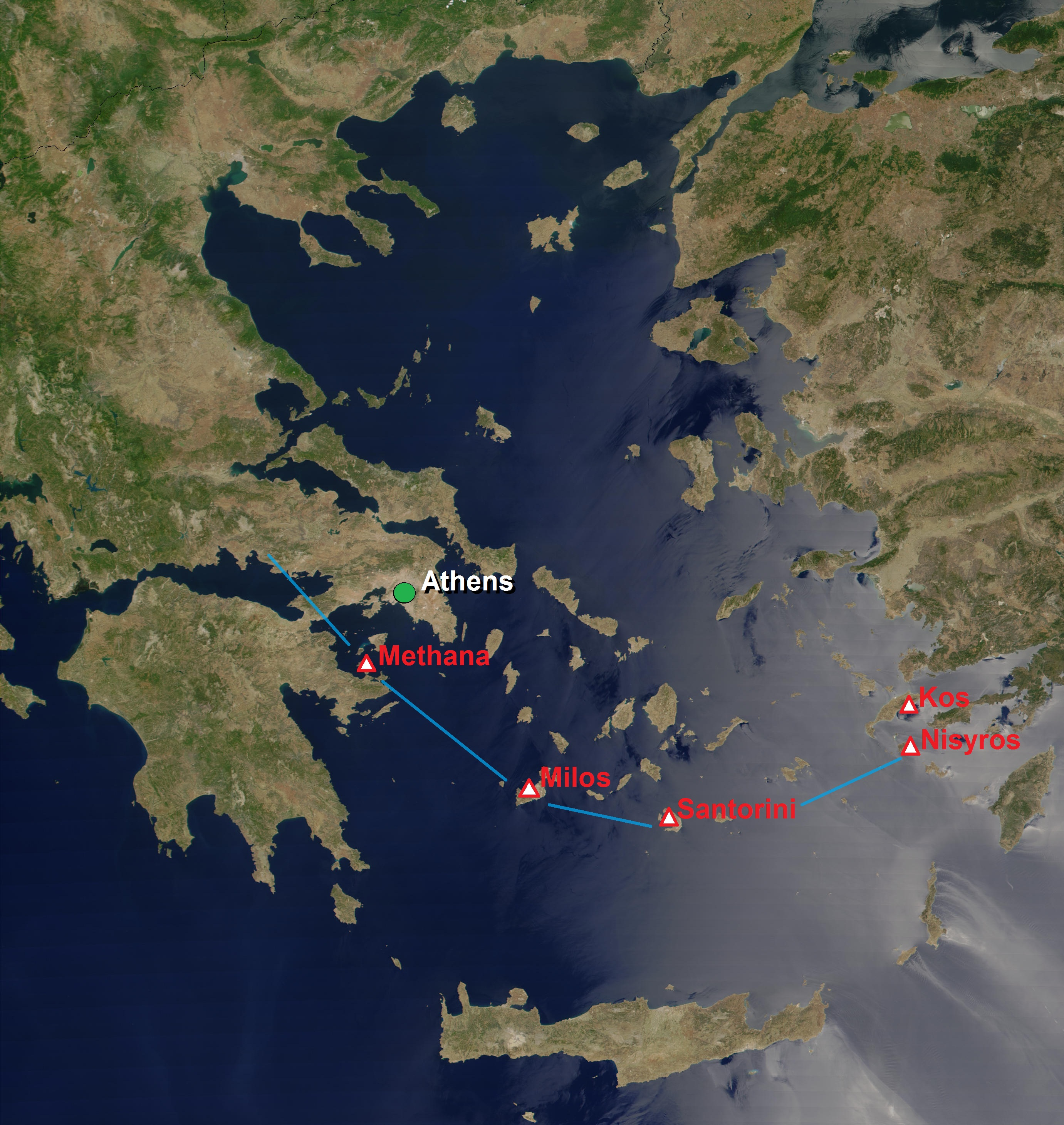
Arc volcànic del sud de l'Egeu que inclou els volcans de Metana, Melos, Santorí i Níssiros

L'Arc volcànic del sud de l'Egeu és una cadena d'illes volcàniques al sud del mar Egeu formada per la tectònica de plaques a conseqüència de la subducció de la Placa Africana sota la Placa d'Euràsia. Té aproximadament 450 km de llarg i de 20 a 40 km d'amplada i s'estén des de l'istme de Corint a la part continental de Grècia fins a la península de Bodrum a la part continental de Turquia.
La part activa de l'arc volcànic del sud de l'Egeu comprèn una sèrie de volcans adormits i de volcans actius, com ara Susakí, Egina, Metana, Melos, Santorí, Kolumbo, Cos, Níssiros, Guialí i Akyarlar. D'aquests, només Santorí, Kolumbo i Níssiros han esclatat o han mostrat cap evidència significativa de disturbis durant els darrers 100 anys.
Una de les erupcions més notables va ocórrer a l'illa de Santorí en el segon mil·lenni a.C. (anomenada erupció minoica) i en ella la ciutat d'Akrotiri va ser destruïda i en queden restes en conservades sota la cendra volcànica.